# Pseudoleistes
Pseudoleistes is een geslacht van zangvogels uit de familie troepialen (Icteridae).

## Soorten
Het geslacht kent de volgende soorten:
- Pseudoleistes guirahuro – Geelstuitwatertroepiaal
- Pseudoleistes virescens – Bruine watertroepiaal